# Symphonie no 62 de Joseph Haydn
La Symphonie no 62 en ré majeur Hob. I:62 est une symphonie du compositeur autrichien Joseph Haydn. Composée en 1780 ou 1781, elle comporte quatre mouvements.

## Analyse de l'œuvre
1. Allegro, en ré majeur, à , 167 mesures
2. Allegretto, en ré majeur, à 
, 105 mesures
3. Menuet, en ré majeur, à 
, 56 mesures
4. Allegro, en ré majeur, à , 174 mesures

Durée approximative : 25 minutes.

## Instrumentation
- une flûte, deux hautbois, un basson, deux cors, cordes.